# Anemopsis
Anemopsis és un gènere monotípic de planta herbàcia de la família de les Saururàcies. La seva única espècie és Anemopsis californica, originària d'Amèrica del Nord.

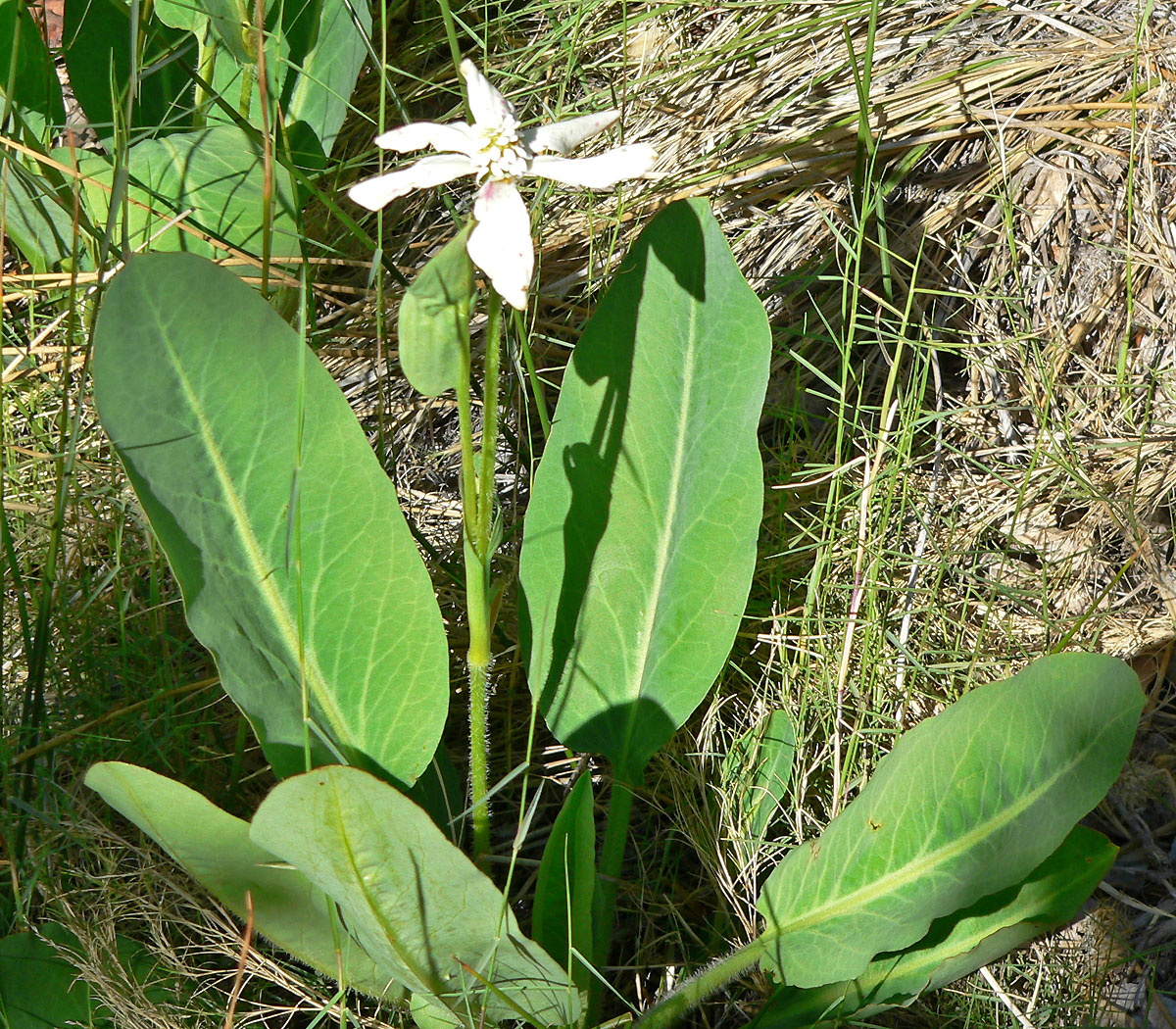
Detall de la planta

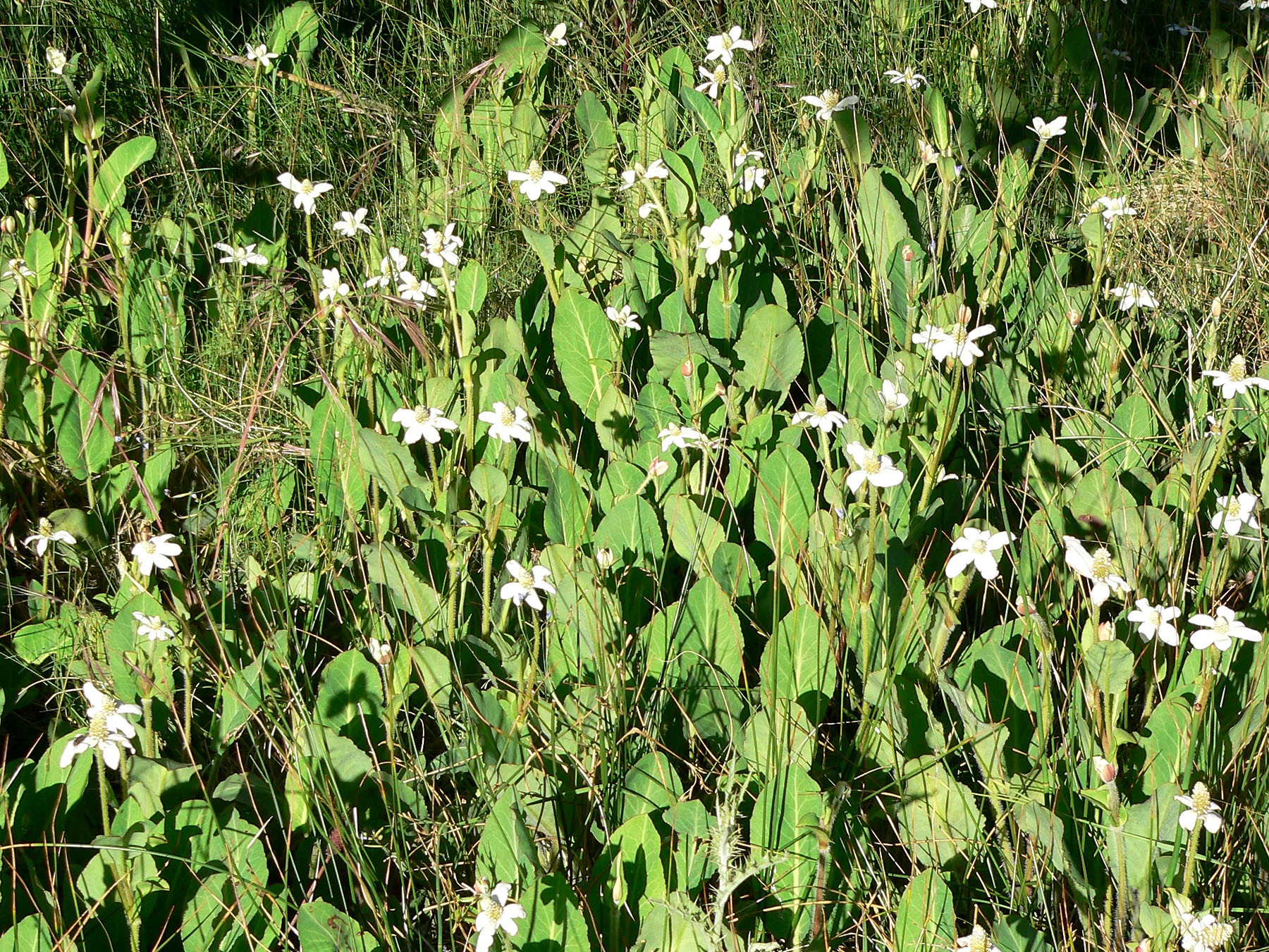
Al seu hàbitat

## Descripció
És una herba perenne, de fins a 80 cm, estolonífera, amb rizoma reptant, densament pubescent a subglabra. Les fulles són normalment basals, excepte una a l'escap, dimòrfiques, pinnatinèrvies, mesurant les basals de 5 a 60 cm amb pecíol de 2 a 40 cm. El limbe és el·líptic-oblong, d'1-25 x 1-12 cm, amb la base de cordiforme a obtusa, àpex arrodonit, la caulinar primària de limbe sèssil, més o menys amplament ovat, d'1-9 x 1-4 cm, abraçadora a la base, i d'àpex arrodonit a agut. Les tiges són nuoses, simple, amb 1(-2) nus. La inflorescència és en espiga terminal compacta, cònica, d'1-4 cm, amb 4-9 bràctees petaloides basals blanques a vermelloses, de 5-35 x 5-15 mm, formant un pseudant. Genera de 75 a 150 flors, blanques, petites, cadascuna amb una bracteola blanca orbicular, unguiculada i soldada a l'ovari, absent a les inferiors. Aquestes tenen 6(-8) estams, soldats a l'ovari, epigins, amb el gineceu semiínfer, paracàrpic, 3(-4) carpels units al raquis, amb 4-10 òvuls a cada placenta, i 3 estils. El fruit és coalescent amb el raquis, en forma de càpsula apicalment dehiscent. De 18 a 40 llavors marrons, d'1-1,5 x 0,8-1 mm, reticulades. El nombre de cromosomes és 2n=44.

## Ecologia
Viu a àrees pantanoses costaneres, més o menys salines, de fins a 2.000 m.

## Distribució
Es distribueix pel sud-oest dels Estats Units i el nord de Mèxic.

## Usos
Sanar les ferides és l'ús més comú que se li dona a aquesta espècie. A Durango se la cou per a rentar la zona afectada. A Baixa Califòrnia, amb l'aigua de les fulles bullides també s'efectuen rentats i després s'aplica sobre la ferida les fulles seques i polvoritzades.
En ús extern, la decocció de la planta s'empra per a cremades, raspades, hemorràgies, peus inflats i adolorits. Per a treure el verí de la picadura de l'escorpí o l'aranya es rosteixen les fulles i es posen com a cataplasma calent sobre el piquet. Pels cops, es renta amb les fulles bullides i després es posa un tros de fulla sobre aquests. En el cas de grans, amb la cocció de la planta completa es neteja l'àrea on es troben.
En el cas de malalties respiratòries s'usa per a refredats i febre. A més a més, s'empra per a la flatulència, aftes, disenteria, problemes estomacals i per a purificar la sang.

## Taxonomia
Anemopsis californica va ser descrita per (Nutt.) Hook. i Arn. i publicada a The Botany of Captain Beechey's Voyage 390, pl. 92. 1841[1840].

### Sinonímia
- Anemia californica Nutt.
- Anemia intermedia Copel. ex M.E.Jones
- Anemopsis bolanderi C.DC.
- Anemopsis californica var. subglabra Kelso
- Anemopsis ludovicisalvatoris Willk.
- Aponogeton involucratus Sessé & Moc.
- Hemianemia intermedia (Copel. ex M.E. Jones) C.F. Reed
- Houttuynia bolanderi (C.DC.) Benth. & Hook.f.
- Houttuynia californica (Nutt.) Benth. & Hook.f. ex S.Watson[3]